# Eratoneura micheneri
Eratoneura micheneri är en insektsart som först beskrevs av Hepner 1972.  Eratoneura micheneri ingår i släktet Eratoneura och familjen dvärgstritar. Inga underarter finns listade i Catalogue of Life.